# Лимпезиш (Бузау)
Лимпезиш (рум. Limpeziș) насеље је у Румунији у округу Бузау у општини Мовила Банулуј. Oпштина се налази на надморској висини од 77 m.

## Становништво
Према подацима из 2002. године у насељу је живело 1127 становника.

### Попис2002.
| Расподела становништва по националности 2002.‍ | Расподела становништва по националности 2002.‍ | Расподела становништва по националности 2002.‍ | Расподела становништва по националности 2002.‍ | Расподела становништва по националности 2002.‍ |
| --------------------------------------------- | --------------------------------------------- | --------------------------------------------- | --------------------------------------------- | --------------------------------------------- |
|                                               |                                               |                                               |                                               |                                               |
| Румуни                                        | Румуни                                        |                                               | 1.108                                         | 98,4%                                         |
| Роми                                          | Роми                                          |                                               | 18                                            | 1,6%                                          |